# Alliquander Ödön
Alliquander Ödön (Zalatna, 1914. november 10. – Budapest, 1990. január 5.) magyar bányamérnök, egyetemi tanár.

## Élete
1936-ban Budapesten jogi, 1940-ben Sopronban bányamérnöki diplomát szerzett.
Pályafutását az EUROGASCO-nál kezdte 1940-ben, majd a MAORT-nál folytatta. 1957-től 1964-ig a Kőolajipari Tröszt, majd az OKGT Fúrási Főosztályának vezetőjeként dolgozott. 1965-től a Miskolci Egyetem oktatója, 1972-től egyetemi tanára volt.
A Freiburgi Bányászati Akadémia díszdoktorává választotta. Kitüntették a Mikovinyi- és Zsigmondy-emlékéremmel, az osztrák Hans Hőfer-éremmel is.
Halála után egy évvel, 1991-ben emlékkönyv jelent meg róla Alliquander Ödön (1914-1990) emlékére címmel.

## Művei
- Olajkutak fúrása (1951)
- Az olajkútfúrás múltja, jelene és jövője (1962)
- Fúróturbina, turbo-rotári fúrás (1964)
- Fúrólyukak kitörése, kitörésveszedelem (1965)
- Gyémántfúrás (1965)
- Das moderne Rotarybohren 1–2. (1965)
- Kisátmérőjű fúrás, kisátmérőjű kútkiképzések (1966)
- Rotary fúrás (1968)
- Vízkútfúrás korszerű módszerei (1968)
- A kiegyensúlyozott fúrás elméleti alapjai és gyakorlati feltételei 1–3. (1971–1972)
- Fluidumtároló kőzetek savazása (Szepesi Józseffel, 1973)
- A kőolaj- és földgázbányászat műszaki fejlodése (Arnold Wernerrel, Gyulay Zoltánnal 1974)